# Gensin
Gensin (源信, Hepburn-átírással: Genshin) (942–1017. július 6.) vagy Esin szozu a japán buddhista tendai szekta tudós szerzetese és szellemi vezetője, a nembucu általi üdvözülés tanának legfőbb kidolgozója s ily módon a dzsódo szekta egyik előfutára volt.
985-ben írt terjedelmes műve, az Ódzsójósú ('A Tiszta Országban való újjászületés alapfeltételei') nemcsak a legnagyobb tekintélynek számító korabeli kínai tudósok tetszését nyerte el, nemcsak több nyomtatott kiadást megérő középkori bestseller lett, hanem a pokol és a paradicsom hátborzongatóan, illetve megejtően festői ábrázolásával múlhatatlan irodalmi értéket is képvisel. A pokolbeli bűnösök vaskarmokkal tépik le egymás csontjairól a húst, vasdorongokkal csépelik egymást tetőtől talpig pozdorjává, azután hideg szél támad, visszafújja őket eredeti állapotukba, és kezdődik minden elölről, mindezek előtt azonban már a pokol kapuiban keserű forró trágyát kell nyelniük, amelyben kőkemény pofájú férgek nyüzsögnek, s ezek belülről szétrágják a bűnösök testét, kiszívják csontjaikból a velőt. A Tiszta Országban lakozóknak viszont bíbor-arany színű a testük, „természetesen” (ahogy írja) gyémánt a ruhájuk, a Buddha visszfényétől abszolút látást és hallást nyernek stb. Gensint a raigózu vallásos festészeti irány megteremtőjének is tartják.